# Ciarán Hinds

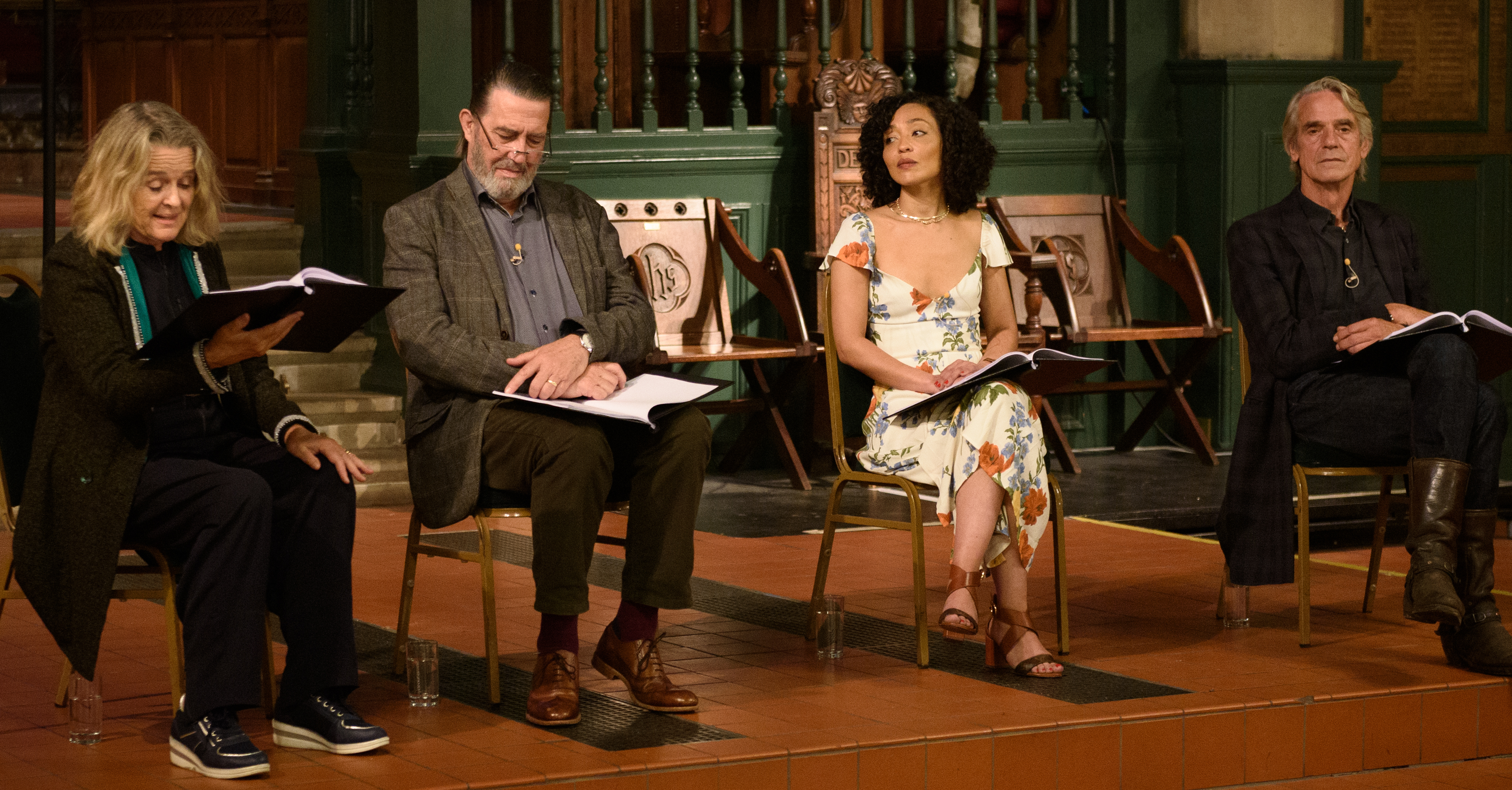
Sinéad Cusack, Hinds, Ruth Negga i Jeremy Irons czytali poezję Yeatsa w Chiswick (2022)

Ciarán Hinds (ur. 9 lutego 1953 w Belfaście) – irlandzki aktor teatralny, radiowy, telewizyjny i filmowy.

## Życiorys

### Młodość
Urodził się w Belfaście w Irlandii Północnej, w rodzinie katolickiej jako jedno z pięciorga dzieci Moyi Hinds, amatorskiej aktorki, i Gerry’ego Hindsa, lekarza i nauczyciela. Wychowywał się z czterema siostrami: Caitrioną, Bronagh, Gerardine i Moyą. We wczesnych latach zaczął brać lekcje tańca irlandzkiego. Uczęszczał do Holy Family Primary School i St. Malachy's College. Studiował prawo na Queen's University w Belfaście. W 1975 ukończył Royal Academy of Dramatic Art.

### Kariera
W 1976 zadebiutował na profesjonalnej scenie Citizens Theatre w Glasgow w przedstawieniu Kopciuszek. Pod koniec lat 70. i połowy lat 80. regularnie występował w różnych produkcjach w Citizens 'Theatre. W Irlandii grał w teatrach: Abbey Theatre, Field Day Theatre Company, Druid Theatre Company, Lyric Players 'Theatre i Project Arts Centre. W 1987 dołączył do obsady produkcji Petera Brooka The Mahabharata jako Ashwattaman. W latach 90. był związany z Royal Shakespeare Company, gdzie wystąpił w Ryszardzie III (1993) w reż. Sama Mendesa, który zwrócił się do Hindsa, by w ostatniej chwili zastąpił kontuzjowanego Simona Russella Beale’a. Za rolę Larry’ego w spektaklu Patricka Marbera Bliżej (Closer) był nominowany do Tony Award oraz otrzymał Theatre World Award za „Najlepszy debiut w Nowym Jorku” i Outer Critics Circle Award za „Specjalne osiągnięcie – Najlepsza obsada zespołu”.
W serialu The Terror (2017) wystąpił jako sir John Franklin.

## Życie prywatne
Z narodowości jest Irlandczykiem, co w jednym z wywiadów podkreślił stwierdzeniem: „moja dusza wciąż jest irlandzka”.
Zamieszkał w Paryżu z Hélène Patarot, którą poznał w 1987 podczas obsady przedstawienia Petera Brooka The Mahabharata. Mają córkę Aoife (ur. 1991). 
Hinds jest przyjacielem Liama Neesona i służył jako opiekun na pogrzebie żony Neesona, aktorki Natashy Richardson, w północnej części stanu Nowy Jork w 2009.

## Filmografia
- 1989: Kucharz, złodziej, jego żona i jej kochanek[a] jako Cory
- 1989: The Mahabharata jako Ashwattaman
- 1990: Grudniowa panna młoda (December Bride) jako Frank Echlin
- 1990: The Investigation: Inside a Terrorist Bombing jako Richard McIlkenny
- 1993: Prime Suspect 3 jako Edward Parker-Jones
- 1993: The Man Who Cried jako Abel Mason
- 1993: Zakładnicy (Hostages) jako Brian Keenan
- 1995: Affair (I) jako Edward Leyland
- 1995: Perswazje (Persuasion) jako Frederick Wentworth
- 1995: W kręgu przyjaciół (Circle of Friends) jako profesor Flynn
- 1996: Mary Reilly jako sir Danvers Carew
- 1996: Spirala przemocy (Some Mother’s Son) jako Danny Boyle
- 1996: Testament: The Bible in Animation jako lektor
- 1997: Dziwne losy Jane Eyre (Jane Eyre) jako Edward Rochester
- 1997: Ivanhoe jako Brian de Bois-Guilbert
- 1997: Oskar i Lucinda (Oscar and Lucinda) jako Dennis Hasset
- 1997: The Life of Stuff jako David Arbogast
- 1998: Getting Hurt jako Charlie Cross
- 1998: Titanic Town jako Aidan McPhelimy
- 1999: Il Tempo dell'amore jako Peter
- 1999: Zaginiony syn (The Lost Son) jako Carlos
- 2000: Jazon i Argonauci (Jason and the Argonauts) jako król Ajzon
- 2000: Przekleństwo wyspy (The Weight of Water) jako Louis Wagner
- 2000: The Sleeper jako Fergus Moon
- 2002: Suma wszystkich strachów (The Sum of All Fears) jako prezydent Nemerov
- 2002: Droga do zatracenia (The Road to Perdition) jako Finn McGovern
- 2003: Dziewczyny z kalendarza (Calendar Girls) jako Rod
- 2003: Lara Croft Tomb Raider: Kolebka życia[b] jako dr Jonathan Reece
- 2003: Deklaracja (The Statement) jako Pochon
- 2003: The Mayor of Casterbridge jako Michael Henchard
- 2003: Veronica Guerin jako John Traynor
- 2004: Upiór w operze (The Phantom of the Opera) jako Firmin
- 2005: Monachium (Munich) jako Carl
- 2005: Rzym (Rome) jako Juliusz Cezar
- 2005: Mickybo i ja (Mickybo and Me) jako tata Jonjo
- 2006: Miami Vice jako agent FBI Fujima
- 2006: Głos wolności (Amazing Grace) jako lord Tarleton
- 2006: Narodzenie (The Nativity Story) jako król Herod
- 2006: The Tiger's Tale jako o.Andy
- 2007: Margot jedzie na ślub jako Dick Koosman
- 2008: Ca$h – Pojedynek oszustów jako komisarz Barnes
- 2008: Niezwykły dzień panny Pettigrew jako komisarz Joe Blomfield
- 2009: Góra Czarownic jako Henry Burke
- 2010: Dług jako David Peretz
- 2011: Harry Potter i Insygnia Śmierci: Część II jako Aberforth Dumbledore
- 2011: Rytuał jako ojciec Xavier
- 2012: John Carter jako Mors Tardos
- 2012: Kobieta w czerni jako Sam Daily
- 2013: The Sea jako Max Morden
- 2013: Układ jako Devlin
- 2013–2015: Gra o tron jako Mance Rayder
- 2015: Hitman: Agent 47 jako Piotr Aaron Litwienko
- 2016: Opłacone krwią jako Angelo
- 2016: Milczenie jako Valignano
- 2017: Liga Sprawiedliwości jako Steppenwolf
- 2017: The Terror jako John Franklin
- 2018: Czerwona jaskółka jako  Zakharov
- 2018: Pierwszy człowiek jako Bob Gilruth
- 2018: Grace & Goliath jako Surgeon
- 2019: Kraina lodu 2 jako Pabbie (głos)
- 2020: The Man in the Hat jako The Man
- 2021: Liga Sprawiedliwości Zacka Snydera jako Steppenwolf
- 2021: Belfast jako Pop
- 2022: Osobliwość jako Thaddeus
- 2023: Kraj świętych i grzeszników jako Vincent O'Shea
- 2023: Cottontail jako John
- 2023: Plan wycieczki jako  McCaffrey